# Gran Premio Industria e Artigianato 2012
Il Gran Premio Industria e Artigianato 2012, quarantaseiesima edizione della corsa e trentaseiesima con questa denominazione, valido come evento dell'UCI Europe Tour 2012 categoria 1.1, si svolse il 28 aprile 2012 su un percorso totale di 200 km. Fu vinto dall'italiano Filippo Pozzato che terminò la gara in 4h50'23", alla media di 41,32  km/h.
Al traguardo 23 ciclisti portarono a termine il percorso.

## Squadre e corridori partecipanti
| N.    | Cod. | Squadra                      |
| ----- | ---- | ---------------------------- |
| 1-8   | AND  | Androni Giocattoli-Venezuela |
| 11-18 | MIE  | Miche-Guerciotti             |
| 21-28 | FAR  | Farnese Vini-Selle Italia    |
| 31-38 | UNA  | Utensilnord-Named            |
| 41-48 | COL  | Colombia-Coldeportes         |
| 51-58 | IDE  | Team Idea                    |
| 61-68 | LIQ  | Liquigas-Cannondale          |
| 71-78 | NLD  | Paesi Bassi                  |

| N.      | Cod. | Squadra              |
| ------- | ---- | -------------------- |
| 81-88   | COG  | Colnago-CSF Inox     |
| 91-98   | MKT  | Meridiana-Kamen Team |
| 101-108 | ASA  | Acqua & Sapone       |
| 111-118 | RVL  | RusVelo              |
| 121-128 | HUN  | Ungheria             |
| 131-138 | PPO  | Team Nippo           |
| 141-148 | ADR  | Adria Mobil          |

## Ordine d'arrivo (Top 10)
| Pos. | Corridore               | Squadra      | Tempo    |
| ---- | ----------------------- | ------------ | -------- |
| 1    | Filippo Pozzato         | Farnese Vini | 4h50'23" |
| 2    | Fabio Taborre           | Acqua & Sap. | s.t.     |
| 3    | Kristijan Đurasek       | Adria Mobil  | s.t.     |
| 4    | Gianluca Brambilla      | Colnago      | s.t.     |
| 5    | Alessandro Bisolti      | Team Idea    | s.t.     |
| 6    | Sergey Firsanov         | RusVelo      | s.t.     |
| 7    | Eros Capecchi           | Liquigas     | a 7"     |
| 8    | Domenico Pozzovivo      | Colnago      | s.t.     |
| 9    | Carlos Alberto Betancur | Acqua & Sap. | s.t.     |
| 10   | Matteo Rabottini        | Farnese Vini | a 1'20"  |